# Andigena
Andigena és un dels gèneres de la família dels ramfàstids, que compren quatre espècies.

## Morfologia
Són tucans de mitjans a grans, amb un plomatge principalment blau-gris i marró amb marques vermelles, grogues i negres. Bec massiu, típic de la família, més o menys acolorit, depenent de l'espècie.

## Hàbitat i distribució
Tant en nom científic "Andigena" (gènere dels Andes) com el nom vulgar en anglès "mountain-toucans" (tucans de muntanya), fan referència al seu hàbitat, els boscos tropicals i subtropicals de muntanya, des de Veneçuela fins a Perú.

## Taxonomia
S'han descrit quatre espècies d'aquest gènere:
- tucà encaputxat (Andigena cucullata).
- tucà bec-roig (Andigena hypoglauca).
- tucà muntanyenc (Andigena laminirostris).
- tucà becnegre (Andigena nigrirostris).